# Подольхи (Прохоровский район)
Подольхи — село в Прохоровском районе Белгородской области, Россия. Административный центр Подолешенского сельского поселения.

## История
Между 1646 и 1678 годом возникло поселение, которое сначала называлось Ольховая, затем длительное время — Ольховатское, и наконец — Подольхи. Позже село разделилось непосредственно на село Подольше и Старое Ольховатое. Первыми жителями поселения были оберегавшие пограничных линию дети бояр, получавшие за службу жалование, наделы земли. Они имели возможность совмещать и ведение хозяйства и несение воинской службы. В 1880-е годы село стало центром волости.
По данным 1718 года село Ольховатое (ныне Подольхи) насчитывало 61 двор, в 1883 году Подолешенская волость насчитывала 1712 дворов и 13624 человека, а само село — 3230 человек.
Согласно Энциклопедическому словарю Брокгауза и Эфрона: «Подольхи — село Курской губернии, Корочанского уезда, 3400 жителей.»
В XIX веке здесь было налажено производство сырцового необожжённого кирпича, производимого из белой глины. Работало в селе 2 лавки, действовали 24 ветряные мельницы, в год проводилось 4 ярмарки. В 1875 году основана первая школа. От церковно-приходской она претерпела изменения до средней, в года коллективизации была школой крестьянской молодёжи, в 30-х годах стала семилетней, с 1953 года реорганизована в общеобразовательную среднюю школу.
В октябре 1941 года село было оккупировано немцами, а 6 февраля 1943 года — освобождено.
В 1997 году у истока (родника) реки Северной Донец, которая расположена в непосредственной близости от села, установили знак, обустроили ступеньки и колодец, беседку, освятил источник отец Анатолий, благочинный Петропавловского храма.

## География
Расположено в северо-западной части области, в 12 км к юго-востоку от Прохоровки, в 20 км западнее автодороги Р189 Короча — Горшечное. В 20 км к западу от села железнодорожная станция Беленихино на линии Пристень — Белгород.
Восточнее села исток реки Северский Донец.
- Указатель у истока Северского Донца
- Озеро у истока Северского Донца

## Население
| 2002 | 2010 |
| ---- | ---- |
| 970  | ↗992 |